# Hyposidra pallidiplaga
Hyposidra pallidiplaga là một loài bướm đêm trong họ Geometridae.